# Lucy Tyler-Sharman
Lucy Tyler-Sharman (nascida Lucy Tyler, Louisville, 6 de junho de 1965) é uma ex-ciclista australiana que participava em competições de ciclismo de pista.
Representando a Austrália nos Jogos Olímpicos de 1996 em Atlanta, ela conquistou uma medalha de bronze na prova de corrida por pontos.